# Glenea ossifera
Glenea ossifera é uma espécie de escaravelho da família Cerambycidae. Foi descrita por Karl Jordan em 1894.